# Burjatere
Burjatere er et mongolsk folkeslag, der for størstedelen lever i det sydlige Sibirien, hvor de hovedsageligt er koncentreret omkring Bajkalsøen i Republikken Burjatia og i Ust-Orda Burjat autonome okrug indenfor Irkutsk oblast, hvilke gør dem til den nordligst boende mongolske folkegruppe. Der findes desuden burjatere i det nordlige Mongoliet og det nordlige Kina og et mindre antal er i nyere tid emigreret til Australien, Japan og USA. Der er omkring 620.000 burjatere, som delvist taler deres egen mongolske dialekt, men desuden ofte også russisk. En del er Russisk-ortodokse andre er buddhister.
Burjaterne deler mange skikke med andre mongolske folk, inklusive nomadisk hyrdebrug og brug af jurter. I dag lever hovedparten af burjaterne i og omkring republikkens hovedstad Ulan-Ude, om end en del forbliver med at føre en mere traditionel livsstil på landet.

## Historie
Betegnelsen ”Burjat” kan spores tilbage til Mongolernes hemmelige historie (ca.1240) hvor de omtales som et af skovfolkene. Heri omtales at Jochi, Djengis Khan ældste søn, underlagde sig burjaterne i 1207. Burjaterne levede på daværende tidspunkt langs floden Angara og andre mindre vandløb i området. En mindre gruppering af burjaterne, Barga-mongolerne levede både vest for Bajkalsøen og i det nordlige af Barguzindalen i Burjatien.
Senere migrerede mange af burjaterne sydpå ind i det Indre Mongoliet, således at da russerne ekspanderede ind i Transbajkal i 1609, fandt kosakkerne kun et mindre antal tilbage i området. Området og folkene blev underlagt Rusland i to traktater fra 1689 og 1728, da områderne omkring Bajkalsøen blev udskilt fra Mongoliet og tilført Rusland.
Indenfor de russiske grænser konsoliderede burjaterne sig og flere forskellige mindre stammer og grupper blev sammenlagt og assimilerede andre lignende folkeslag, således at fra midten af det 17. århundrede til starten af det 20. århundrede voksede burjaterne i antal fra 27.700 til 300.000.

### Burjar-mongolske ASSR
Efter Sovjetunionens oprettelse blev den Burjar-mongolske autonome socialistiske sovjetrepublik oprettet i 1923, hvori også indgik bajkalprovinsen med den overvejende russiske befolkning. I 1929 gjorde burjaterne oprør mod det sovjetiske styres kollektivisering af deres husdyrsflokke. Oprøret blev dog hurtigt og effektivt knust af den Den Røde Hær, men omkring 35.000 burjatere mistede livet i oprøret. Andre burjatere flygtede til Mongoliet hvor de blev genbosat. Sovjetunionen frygtede burjatisk nationalisme og mere end 10.000 burjater døde i diverse udrensninger, der også spredte sig ind i Mongoliet. I et forsøg på at opdele og sprede burjatbefolkningen udskilte Sovjetunionen desuden en række rajoner fra den Burjat-mongolske ASSR, og dannede Ust-Orda Burjat autonome okrug og Aga Burjat autonome okrug.
I 1958 blev den mongolske navnedel fjernet fra den Burjat-mongolske republik således den fik sit nuværende navn, Republikken Burjatia.
Allerede i 1926 udgjorde russere befolkningsflertallet i området, der blev udråbt som den burjatiske autonome republik:
|           | 1926            | 1939            | 1959            | 1970            | 1979            | 1989            | 2002            |
| --------- | --------------- | --------------- | --------------- | --------------- | --------------- | --------------- | --------------- |
| Burjatere | 214,957 (43.8%) | 116.382 (21.3%) | 135.798 (20.2%) | 178.660 (22.0%) | 206.860 (23.0%) | 249.525 (24.0%) | 272.910 (27.8%) |
| Sojotere  | 161 (0.0%)      | 116.382 (21.3%) | 135.798 (20.2%) | 178.660 (22.0%) | 206.860 (23.0%) | 249.525 (24.0%) | 2.739 (0.3%)    |
| Russere   | 258.796 (52.7%) | 393.057 (72.0%) | 502.568 (74.6%) | 596.960 (73.5%) | 647.785 (72.0%) | 726.165 (69.9%) | 665.512 (67.8%) |
| Ukrainere | 1.982 (0.4%)    | 13.392 (2.5%)   | 10.183 (1.5%)   | 10.769 (1.3%)   | 15.290 (1.7%)   | 22.868 (2.2%)   | 9.585 (1.0%)    |
| Tatarer   | 3.092 (0.6%)    | 3.840 (0.7%)    | 8.058 (1.2%)    | 9.991 (1.2%)    | 10.290 (1.1%)   | 10.496 (1.0%)   | 8.189 (0.8%)    |
| Evenker   | 2.808 (0.6%)    | 1.818 (0.3%)    | 1.335 (0.2%)    | 1.685 (0.2%)    | 1.543 (0.2%)    | 1.679 (0.2%)    | 2.334 (0.2%)    |
| Andre     | 9.440 (1.9%)    | 17.277 (3.2%)   | 15.384 (2.3%)   | 14.186 (1.7%)   | 17.630 (2.0%)   | 27.519 (2.7%)   | 19.969 (2.0%)   |

Provinsens forfatning blev vedtaget i 1994 og en bilateral traktat med den russiske føderation underskrevet i 1995.

## Kendte burjater
- Wikimedia Commons har flere filer relateret til Burjatere
- Valéry Inkijinoff – fransk skuespiller
- Irina Pantajeva – supermodel og skuespillerinde
- Yuriy Yekhanurov – Ukrainsk statsminister
- Agvan Dorjiev – Buddhistisk munk og underviser af den 13. Dalai Lama.
- Alexander Vampilov – Russiske skuespilforfatter.